# .onion
.onion – pseudodomena najwyższego poziomu oznaczająca usługę osiągalną przez anonimową sieć Tor. Takie adresy nie są tak naprawdę nazwami DNS, a .onion nie figuruje w rejestrze TLD, jednak – dzięki instalacji odpowiednich programów – przeglądarki i inne programy korzystające z internetu mogą wykorzystywać sieć Tor.
Nazwa onion odnosi się do trasowania cebulowego (ang. onion – cebula), wykorzystywanego w sieci Tor.